# Addlethorpe
Addlethorpe is een civil parish in het bestuurlijke gebied East Lindsey, in het Engelse graafschap Lincolnshire. In het Domesday Book van 1086 werd van het plaatsje vermeld dat het 102 huishoudens telde en de aanzienlijke som van 11,9 geldum aan belasting opbracht.
De plaats heeft acht vermeldingen op de Britse monumentenlijst. Daaronder bevindt zich de Nicolaaskerk, waarvan de oudste delen uit de vijtiende eeuw stammen.